# Fatoumata Baldé (Fußballspielerin)
Fatoumata Bailo Baldé (* 7. März 1993 in Kamsar) ist eine guineische Fußballnationalspielerin.

## Leben
Fatoumata wurde 1993 als Tochter des damaligen Vizepräsidenten des guineischen Fußballverbands, Alpha Tata Baldé, in Kamsar geboren. Dort spielte sie in ihrer Jugend aktiv Fußball und Tennis. Neben ihrer aktiven Karriere studierte Baldé von 2010 bis 2012 Ökonomie und Soziales am Lycée Pierre Mendès France in La Roche-sur-Yon, was sie mit dem Examen abschloss.

### Fußballkarriere

#### Verein
Baldé startete ihre Karriere in der Jugend des FC Kekar in Kamsar. Sie spielte bis Sommer 2008 in Kamsar und kam über Beziehungen ihres Vaters 2008 nach Frankreich. Dort startete sie mit Beginn der Saison 2008/09 ihre Seniorenkarriere in der DH Atlantique beim Football Club Rezé. Nach ihrer ersten Saison stieg sie mit Rezé in die Division Régionale Supérieure ab und wurde zur Leistungsträgerin des Teams. Es folgte eine Saison bei dem Zweitligisten Saint-Herblain Olympique Club – ihr Ligadebüt gab sie am 5. September 2010 gegen die ASJ Soyaux –, ehe Fatoumata Baldé sich 2011 den Ligakonkurrentinnen der ESOF La Roche anschloss. Aufgrund ihres jungen Alters spielte sie anfangs hauptsächlich in der U-19 und erzielte hier 17 Tore in 16 Spielen; erst im Sommer 2012 rückte sie komplett in die erste Mannschaft auf und erzielte fünf Tore in zehn Spielen. Ein Jahr später ging sie zu En Avant Guingamp. Dort feierte sie am 1. September 2013 gegen den Arras FCF ihr Erstliga-Debüt, bei dem ihr zehn Minuten nach ihrer Einwechselung durch Trainerin Sarah M’Barek zugleich der Siegtreffer zum 3:2 für die Bretoninnen gelang. Dennoch entwickelte sie sich nicht zur unangefochtenen Stammspielerin, sondern kam häufig nur von der Bank ins Spiel.
Zur Saison 2015/16 zu La Roche zurückgekehrt, das gerade wieder in die Division 1 aufgestiegen war, bestritt sie in der Hinserie noch sieben Einsätze. Dann folgte eine anderthalbjährige Lücke in ihrer sportlichen Biografie, deren Ursachen aus den verwendeten Quellen nicht hervorgehen. Erst für 2017 ist Baldés Rückkehr in den Sport wieder dokumentiert; nach einem kurzen Gastspiel für den unterklassigen SF Orvault trug sie den Dress des Zweitligisten FCO Dijon, mit dem sie am Ende der Spielzeit 2017/18 in die erste Liga aufstieg und ihren Anteil daran hatte, dass die Frauen aus der Bourgogne die Klasse halten konnten.
Sie selbst allerdings ging durch einen erneuten Wechsel ihres Vereins zurück in die Division 2, wo sie seit 2019 nacheinander und jeweils nur für ein Jahr beim FC Nantes, der US Orléans und aktuell dem OGC Nizza spielt.

#### Nationalteam
Baldé gehört seit 2012 zum Kader für die Guineische Fußballnationalmannschaft der Frauen und erzielte in fünf Länderspielen bislang fünf Tore.